# كيفن كلاود
كيفن كلاود (بالإنجليزية: Kevin Cloud)‏ هو مهندس وعالم حاسوب وفنان ومصمم أمريكي، ولد في 1965.